# Lake (condado de Price, Wisconsin)
Lake es un municipio del condado de Price, Wisconsin, Estados Unidos. Tiene una población estimada, a mediados de 2023, de 1119 habitantes.

## Geografía
Está ubicado en las coordenadas 45°55′13″N 90°33′47″O / 45.92028, -90.56306. Según la Oficina del Censo, tiene una superficie total de 238.5 km², de los cuales 230.3 km² corresponden a tierra firme y 8.2 km² están cubiertos de agua.

## Demografía
Según el censo de 2020, en ese momento había 1106 personas residiendo en la zona. La densidad de población era de 4.8 hab./km². El 96.56% de los habitantes eran blancos, el 0.18% eran amerindios, el 0.36% eran asiáticos, el 0.18% eran isleños del Pacífico y el 2.71% eran de una mezcla de razas. Del total de la población, el 0.63% eran hispanos o latinos de cualquier raza.